# Tantilla hendersoni
Tantilla hendersoni — вид змій родини полозових (Colubridae). Ендемік Белізу.

## Поширення і екологія
Tantilla hendersoni відомі з типової місцевості, розташованої в 500 м на схід від дослідницької станції Лас-Куевас в белізькому окрузі Кайо, на висоті 580 м над рівнем моря. Можливо, вони також присутні на плато Вака, в горах Мая та на півночі гватемальського департаменту Петен. Tantilla hendersoni живуть у вологих тропічних лісах. Ведуть наземний, риючий спосіб життя.